# Torcuato Trujillo

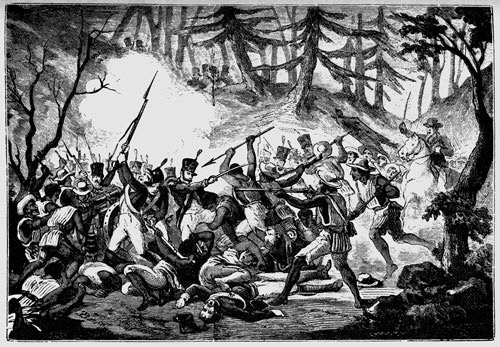
Batalla del Monte de las Cruces.

Torcuato Trujillo   (Alcalá la Real, 29 de juny de 1781 - Granada, 29 de desembre de 1839) va ser un militar espanyol del segle xix, conegut per la seva participació en la batalla de Bailén contra l'exèrcit de Napoleó, i per dirigir a les tropes realistes en la coneguda com Batalla del Monte de las Cruces per la independència de Mèxic.

## Biografia
El jove Trujillo, amb el recentment adquirit rang de tinent coronel, era el comandant de la província de Michoacán. Quan Miguel Hidalgo proclamar la independència mexicana el 16 de setembre de 1810, el virrei Francisco Javier Venegas va comissionar a Trujillo per aturar l'avanç dels insurgents, donat el prestigi del qual Trujillo gaudia per la seva participació en la batalla de Bailèn. La batalla entre les tropes realistes de Trujillo i l'exèrcit insurgent va tenir lloc al Monte de las Cruces
Els realistes van ser derrotats, i l'exèrcit d'Hidalgo va tenir davant seu l'opció de marxar contra la ciutat de Mèxic, capital del regne en aquest moment. Hidalgo es va oposar per sorpresa de tots. Aquesta retirada va ser utilitzada a la capital per transformar la derrota de las Cruces de Trujillo en una victòria. Camí al nord, els insurgents serien emboscats a Acatita de Bajan i derrotats, i els seus caps capturats i sentenciats a mort el 1811.